# Muellerella lichenicola
Muellerella lichenicola är en lavart som först beskrevs av Søren Christian Sommerfelt (botaniker) och Fr., och fick sitt nu gällande namn av David Leslie Hawksworth. Muellerella lichenicola ingår i släktet Muellerella, och familjen Verrucariaceae. Arten är reproducerande i Sverige.